# Sembrancher
Sembrancher (hist. Sankt Brancher, Sankt Branschier) – miejscowość i gmina (commune) w południowej Szwajcarii, w kantonie Valais, siedziba administracyjna okręgu (district) Entremont. Obejmuje, oprócz samego Sembrancher, również miejscowości Chamoille i La Garde. Powierzchnia gminy wynosi 17,68 km².

## Geografia
Gmina położona jest nad rzeką Dranse, na wysokości 717 m n.p.m., w miejscu w którym powstaje ona z połączenia Dranse d’Entremont i Dranse de Bagnes. Leży przy ważnym szlaku komunikacyjnym z doliny Rodanu przez Wielką Przełęcz Św. Bernarda do doliny Padu.

## Historia
W rejonie Sembrancher człowiek funkcjonował już przez 6000 lat. Świadczą o tym odkrycia grobów z epoki neolitu z okresu ok. 4000 lat p.n.e. i odnalezione pozostałości spalonych konstrukcji drewnianych ze środkowego brązu, ok. 1500 lat p.n.e. Najstarszym dokumentem pisanym wymieniającym miejscowość jest bulla papieża Aleksandra III z 1177 r., która umieszcza Sembrancher wśród majętności zakonników św. Bernarda.
Sembrancher leżał przy historycznym szlaku Via Francigena, którym zmierzali pielgrzymi aż z Wysp Brytyjskich do Rzymu. Później szlak ten nazwano „Drogą Napoleona” (fr. Chemin de Napoléon) – na pamiątkę słynnego przemarszu armii napoleońskiej do Italii przez Wielką Przełęcz Św. Bernarda w maju 1800 r.
Świadom znaczenia tego miejsca hrabia Sabaudii Amadeusz IV już w 1239 r. nadał wsi prawa miejskie i uczynił z Sembrancher jedno z najstarszych miast dolnej części Valais. Miasto otrzymało prawa organizowania licznych targów i jarmarków oraz najbardziej intratne specyficzne prawo składu (fr. droit de souste); wszystkie towary w tranzycie przez miasto musiały przechodzić za pośrednictwem jego mieszkańców. Miastem zarządzał syndyk wraz z Radą Miejską. Wkrótce stało się ono znaczącym ośrodkiem administracyjnym i siedzibą kasztelanii Entremont i Saxon.
Od średniowiecza, gdy nabrał rozmachu szlak przez Wielką Przełęcz Św. Bernarda, mieszkańcy wsi byli zawołanymi mulnikami, którzy zapewniali ludziom i towarom transport przez przełęcz.
Sembrancher był również wsią pasterską, podstawą utrzymania był wypas krów na należących do wsi halach: La Lettaz, Champlong, Le Tronc, Le Larzey, Les Ars. Na pamiątkę co roku, w sobotę wypadającą najbliżej 21 września, organizowane są we wsi obchody zejścia bydła z gór (fr. La Désalpe) z korowodem, pokazami dawnych rzemiosł, degustacją potraw regionalnych itp. Obecnie wypas krów jest częściowo zastępowany wypasem owiec.

## Demografia
W Sembrancher mieszka 1 058 osób. W 2021 roku 19,2% populacji gminy stanowiły osoby urodzone poza Szwajcarią. 

## Transport
Przez teren gminy przebiegają drogi główne nr 21 i nr 205. 